# Pogrzeb (film)
Pogrzeb (ang. The Funeral) – amerykański dramat gangsterski z 1996 roku w reżyserii Abla Ferrary. Zdjęcia kręcono w Nowym Jorku.

## Opis
Najmłodszy z braci Tempio zostaje zastrzelony. Nim odbędzie się pogrzeb, truman z jego zwłokami przeniesiona zostaje do jego rodzinnego domu, gdzie przez dwa dni rodzina wspomina go w żałobie. W filmie widzimy sceny z ostatnich dni życia Johnny’ego, które doprowadziły do jego śmierci, wspomnienia z dzieciństwa jego dwóch starszych braci, Raya i Cheza, a także dążenia Raya do pomszczenia śmierci brata. Film jest doskonałą interpretacją sposobu myślenia gangstera i mechanizmu wendety.

## Obsada
- Christopher Walken jako Raimundo „Ray” Tempio
- Chris Penn jako Cesarino „Chez” Tempio
- Vincent Gallo jako Giovanni „Johnny” Tempio
- Isabella Rossellini jako Clara Tempio
- Benicio del Toro jako Gaspare Spoglia
- Annabella Sciorra jako Jean
- Gretchen Mol jako Helen
- John Ventimiglia jako Sali
- Paul Hipp jako Ghouly
- David Patrick Kelly jako Michael Stein
- Frank John Hughes jako Bacco
- Victor Argo jako Julius
- Robert Miano jako Enrico
- Andrew Fiscella jako Świadek morderstwa
- Paul Perri jako młody Ray

## Nagrody i nominacje
53. Międzynarodowy Festiwal Filmowy w Wenecji
- Puchar Volpiego - dla Chrisa Penna za najlepszą rolę drugoplanową (1996).
- Nominacja do Złotego Lwa - dla Abla Ferrary.

Independent Spirit Awards
- Nominacja do Independent Spirit - dla Chrisa Penna jako najlepszego aktora.
- Abla Ferrary jako najlepszego reżysera.
- Kena Kelscha za najlepsze zdjęcia do filmu.
- Nicholasa St. Johna za najlepszy scenariusz filmowy (1997).